# Clarkson Valley
Clarkson Valley – miasto w Stanach Zjednoczonych, w stanie Missouri, w hrabstwie St. Louis.